# Vaux-en-Amiénois
Vaux-en-Amiénois – miejscowość i gmina we Francji, w regionie Hauts-de-France, w departamencie Somma.
Według danych na rok 1990 gminę zamieszkiwały 392 osoby, a gęstość zaludnienia wynosiła 35 osób/km² (wśród 2293 gmin Pikardii Vaux-en-Amiénois plasuje się na 615. miejscu pod względem liczby ludności, natomiast pod względem powierzchni na miejscu 373.).